# Erich Hasler
Erich Hasler (* 28. Dezember 1956 in Eschen) ist ein liechtensteinischer Patentanwalt und Politiker. Seit 2025 ist er Abgeordneter im liechtensteinischen Landtag. Zuvor war er dort bereits von 2013 bis 2021 Abgeordneter und von 2021 bis 2025 stellvertretender Abgeordneter.

## Biografie
Hasler ist Bürger der Gemeinde Eschen. Er studierte Chemie an der Universität Basel. Im Anschluss promovierte er an dem physikalisch-chemischen Institut der Universität. Des Weiteren studierte er Wirtschaftswissenschaften an der Universität Basel und erhielt ein Lizenziat (lic. rer. pol.).
Nach dem Studium arbeitete er mehrere Jahre als Applikationsingenieur in der Entwicklungsabteilung sowie später als Produktmanager bei einem liechtensteinischen Unternehmen für Dünnschicht- und Vakuumtechnologie. Danach arbeitete er zwei Jahre in einem liechtensteinischen Treuhandunternehmen. 1990 erhielt Hasler die Zulassung als liechtensteinischer Patentanwalt. 1996 erfolgte die Zulassung zum Europäischen Patentvertreter. Halser ist heute Partner in der Patentanwaltskanzlei Riederer Hasler & Partner Patentanwälte AG. Er ist unter anderem Mitglied im Verband der beim Europäischen Patentamt eingetragenen freiberuflichen Schweizer Patentanwälte und im liechtensteinischen Patentanwaltsverband.
Im Februar 2013 wurde Hasler erstmals für Die Unabhängigen (DU) in den Landtag des Fürstentums Liechtenstein gewählt. Als Abgeordneter war er von 2013 bis 2016 Mitglied in der Geschäftsprüfungskommission. Im Februar 2017 erfolgte seine Wiederwahl in den Landtag.
Im August 2018 wurde Hasler nach Meinungsverschiedenheiten aus Partei sowie der Landtagsfraktion ausgeschlossen. Infolgedessen traten Herbert Elkuch und Thomas Rehak ebenfalls aus der Partei aus. Die Unabhängigen schrumpften damit auf zwei Mandate im Landtag und verloren damit ihren Fraktionsstatus. Seit Anfang September 2018 bilden die drei Abgeordneten Hasler, Rehak und Elkuch eine eigene Fraktion im Landtag (Neue Fraktion). Des Weiteren erfolgte durch die drei am 21. September 2018 die Gründung der Partei Demokraten pro Liechtenstein (DpL). Hasler wurde auf der Gründungsversammlung zum Beisitzer im Parteivorstand gewählt.
Bei der Landtagswahl im Februar 2021 wurde Hasler für seine neue Partei zum stellvertretenden Abgeordneten gewählt. Bei der nächsten Landtagswahl im Februar 2025 wurde er zum Abgeordneten gewählt.
Hasler ist verheiratet und hat zwei Kinder.